# Communauté rurale de Keur Saloum Diané
La communauté rurale de Keur Saloum Diané est une communauté rurale du Sénégal située à l'ouest du pays, dans le Sine-Saloum. 
Elle fait partie de l'arrondissement de Toubacouta, du département de Foundiougne et de la région de Fatick.
Lors du dernier recensement, la CR comptait 22 649 personnes et 2 562 ménages.